# Droga wojewódzka 795
Die Droga wojewódzka 795 (DW 795) ist eine 16 Kilometer lange Droga wojewódzka (Woiwodschaftsstraße) in der polnischen Woiwodschaft Heiligkreuz und der Woiwodschaft Schlesien, die Secemin mit Szczekociny verbindet. Die Strecke liegt im Powiat Włoszczowski und im Powiat Zawierciański.

## Streckenverlauf
Woiwodschaft Heiligkreuz, Powiat Włoszczowski
-  Secemin (DW 786)
- Psary

Woiwodschaft Schlesien, Powiat Zawierciański
- Starzyny
- Drużykowa
-  Szczekociny (DK 46, DK 78)